# Nikita Semjonowitsch Kondratjew
Nikita Semjonowitsch Kondratjew (russisch Никита Семёнович Кондратьев; * 29. Dezember 1915 in Pawlowski Possad, Russisches Kaiserreich; † 16. August 1986 in Moskau) war ein sowjetischer Theater- und Film-Schauspieler.

## Leben
Kondratjew schloss 1937 seine Ausbildung am Gerassimow-Institut für Kinematographie ab und trat danach bis zu seinem Tod am Moskauer Akademischen Staatstheater auf. Er war außerdem an diversen  Bühnenaufzeichnung beteiligt, u. a. Записки Пиквикского клуба (Sapiski Pikwikskogo kluba, 1972) nach Dickens’ Die Pickwickier und der Turgenew-Adaption Степной король Лир (Stepnoi korol Lir, 1976).
Sein Filmdebüt gab der dunkelhaarige Mime 1935 in der Komödie Мяч и сердце (Mjatsch i serdze). Vier Jahre später spielte der sonst als Nebendarsteller agierende Kondratjew in Die schöne Wassilissa seine raumgreifendste Rolle als Anton, dem älteren Bruder der Hauptfigur. Mit Alexander Rou sollte er rund zehn Jahre später noch zwei weitere Filme drehen. Nennenswerte Engagements hatte Kondratjew außerdem in der Komödie Wolga-Wolga, dem biographischen Werk Gorkis Kindheit (beide 1938), als Jules Verne in Человек с планеты Земля (Tschelowek s planety Semlja, 1958) und in Слепой музыкант (Slepoi musykant, 1960) nach Wladimir Korolenkos Erzählung Der blinde Musiker. Für den Dokumentarfilm Искусство актёра (Iskusstwo aktjora) stellte er Maxim Gorki dar. Kondratjew war an 38 Projekten beteiligt, sein letzter Kinofilm, das Melodram Время летать (Wremja letat), wurde ein Jahr nach seinem Tod veröffentlicht.

## Filmografie (Auswahl)
- 1938: Wolga-Wolga
- 1938: Gorkis Kindheit (Detstwo Gorkogo)
- 1939: Die schöne Wassilissa (Wasilisa Prekrasnaja)
- 1944: Soja
- 1957: Wettlauf mit dem Tod (Ognennye wjorsty)
- 1958: Die Abenteuer des gestiefelten Katers (Nowy pochoschdenija Kota w Sapogach)
- 1960: Die verzauberte Marie (Marija-Iskysniza)
- 1962: Der blinde Musikant (Slepoi musykant)
- 1963: Optimistische Tragödie (Optimistitscheskaja tragedija)
- 1963: Der große Weg (Bolschaja doroga)